# Старият чинар (Мелник)
Старият чинар е вековно дърво от вида източен чинар (Plantus orientalis), което се намира в град Мелник, България.

## Описание
Дървото се намира на входа на Мелник. Височината му е над 20 m, а обиколката на ствола - 8,7 m. То е на възраст над 800 години.
Чинарът е обявен за защитен природен обект през 1950 г.